# Live Bites
Albums de Scorpions
Face the Heat
(1993) Pure Instinct
(1996)
Live Bites est un album live du groupe allemand de hard rock Scorpions enregistré en 1994 et sorti en 1995. Il contient deux chansons inédites : Heroes Don't Cry et White Dove (qui est sorti par la suite en single et dont les recettes ont été reversées au bénéfice de l'UNICEF).
Live Bites a été enregistré à l'occasion de la tournée qui suivit la sortie de l'album Face the Heat de 1993 -1994 lors de concerts donnés à San Francisco (USA), Mexico (Mexique), Berlin (Allemagne) et Munich (Allemagne). Seul le titre Living for Tomorrow est extrait du concert donné en 1988 à Saint-Pétersbourg - à l'époque Léningrad - (Russie).

## Liste des titres
| No  | Titre                                                                | Durée |
| --- | -------------------------------------------------------------------- | ----- |
| 1.  | Tease Me Please Me                                                   | 4:46  |
| 2.  | Is There Anybody There?                                              | 4:08  |
| 3.  | Rhythm of Love                                                       | 3:41  |
| 4.  | In Trance                                                            | 4:01  |
| 5.  | No Pain No Gain                                                      | 4:02  |
| 6.  | When the Smoke is Going Down                                         | 2:57  |
| 7.  | Ave Maria No Morro (non présent sur la version sortie en Amérique)   | 3:15  |
| 8.  | Living for Tomorrow                                                  | 6:56  |
| 9.  | Concerto in V                                                        | 3:00  |
| 10. | Alien Nation                                                         | 5:28  |
| 11. | Hit Between the Eyes (non présent sur la version sortie en Amérique) | 4:10  |
| 12. | Crazy World                                                          | 5:28  |
| 13. | Wind of Change                                                       | 5:45  |
| 14. | Edge of Time (seulement sur la version sortie en Amérique)           | 4:44  |
| 15. | Heroes Don't Cry (enregistré en studio)                              | 4:29  |
| 16. | White Dove (enregistré en studio)                                    | 4:18  |

## Formation
- Klaus Meine : Chant
- Rudolf Schenker :Guitare
- Matthias Jabs : Guitare
- Herman Rarebell : Batterie
- Ralph Rieckermann : Basse
- Francis Buchholz : Basse sur la piste No. 8